# Mama Don't
Mama Don't Care About Me (pt.1 e pt.2) è un brano pubblicato come singolo dal cantautore statunitense J.J. Cale nel 1981, estratto dall'album Shades.
Sono uscite 2 versioni del singolo, con copertine e i due lati B diversi.

## Tracce

### Prima edizione (Shelter 102938)[2]
- Mama Don't Care About Me
- Carry On

### Seconda edizione (K-8214)[3]
- Mama Don't Care About Me
- Friday